# Gyula Thürmer

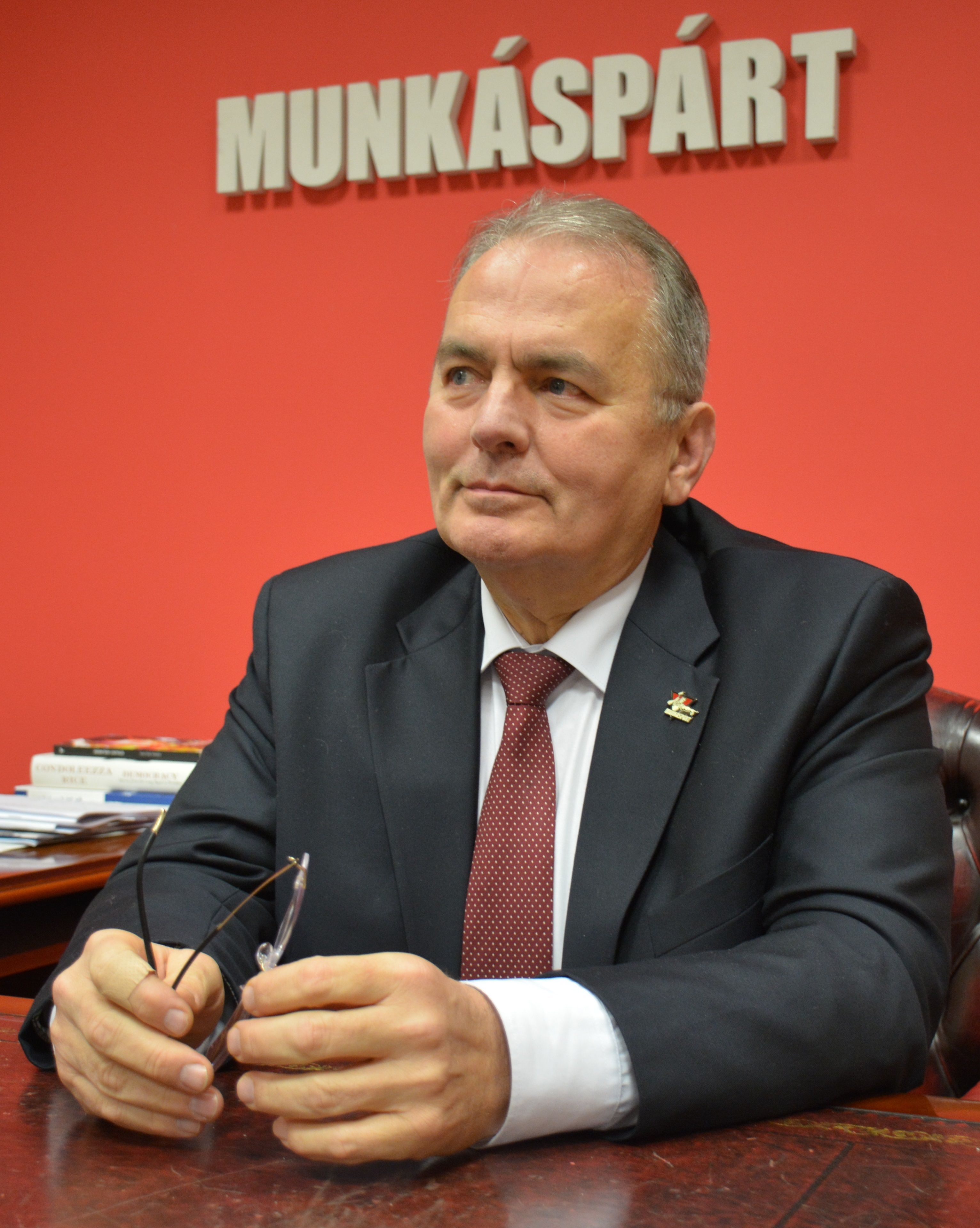
Gyula Thürmer, 2018

Gyula Thürmer (* 14. April 1953 in Budapest) ist ein ungarischer Politiker und seit der Gründung der Ungarischen Arbeiterpartei (Munkáspárt) 1989 ihr Vorsitzender.

## Herkunft und Ausbildung
Thürmer wuchs in einer Offiziersfamilie als eines von zwei Kindern auf. 971 legte er sein Abitur am Budapester Mihály-Fazekas-Gymnasium ab. 1971 schloss er ein Studium der Internationalen Beziehungen am Staatlichen Moskauer Institut für Internationale Beziehungen ab. Danach arbeitete er bis 1980 im Außenministerium der Volksrepublik Ungarn. Nach seiner Promotion 1980 auf dem Gebiet der Internationalen Beziehungen arbeitete er bis 1982 an der ungarischen Botschaft in der Sowjetunion.

## Politische Tätigkeit
Seit 1982 arbeitete er in der internationalen Abteilung des Zentralkomitees der Ungarischen Sozialistischen Arbeiterpartei (MSZMP), deren Leiter er 1988 wurde und somit auch außenpolitischer Berater des Generalsekretärs des ZK der MSZMP war.
1989, nach dem Namenswechsel der bisherigen MSZMP zur Ungarischen Sozialistischen Partei (MSZP), beteiligte er sich aktiv an der Gründung der kommunistisch ausgerichteten und den Traditionsnamen weiter tragenden Ungarischen Sozialistischen Arbeiterpartei, der heutigen Ungarischen Arbeiterpartei. Am 17. Dezember desselben Jahres wurde er zum Vorsitzenden der Partei gewählt.
Bei Wahlen kandidierte Thürmer mehrfach im Budapester Bezirk Csepel. Bei den Budapester Bürgermeisterwahlen 2014 beabsichtigte er für das Amt des Oberbürgermeisters zu kandidieren, seine Registrierung wurde jedoch abgelehnt.

## Politische Positionen
In einem im Sommer 2021 veröffentlichten Interview betonte Thürmer seine positive Einstellung gegenüber dem chinesischen Sozialismusmodell.

## Persönliches
Thürmer spricht mehrere Fremdsprachen, darunter Englisch, Spanisch, Italienisch, Deutsch, Japanisch, Russisch und Serbisch.
Er ist verheiratet und hat zwei Kinder.

## Veröffentlichungen
- Nem kell NATO! (dt.: Nein zur NATO!), 1995.
- Az elsikkasztott ország (dt.: Das veruntreute Land), 2009.
- 25 év árral szemben (dt.: 25 Jahre gegen den Strom), 2014.